# Colony Hotel and Cabaña Club
Le Colony Hotel and Cabaña Club est un hôtel américain situé à Delray Beach, en Floride. Ouvert en 1926, il est membre des Historic Hotels of America depuis 1999.